# Alleyras
Alleyras är en kommun i departementet Haute-Loire i regionen Auvergne-Rhône-Alpes i centrala Frankrike. Kommunen är chef-lieu för 2 kantoner som tillhör arrondissementet Le Puy-en-Velay. År 2022 hade Alleyras 153 invånare.

## Befolkningsutveckling
Antalet invånare i kommunen Alleyras
| Referens: INSEE |